# سرزمین‌های مرزی (بازی ویدئویی)
سرزمین‌های مرزی (انگلیسی: Borderlands) یک بازی ویدئویی در ژانر تیراندازی اول شخص است که توسط ۲کا گیمز و در سال ۲۰۰۹ منتشر شد. سرزمین‌های مرزی در پلت‌فرم‌های اکس‌باکس ۳۶۰، پلی‌استیشن ۳، و مایکروسافت ویندوز منتشر شده‌است.